# Dominik Gmür (politico 1800)
Dominik Gmür (Schänis, 21 giugno 1800 – Schänis, 7 gennaio 1867) è stato un politico e militare svizzero.

## Biografia
Figlio di Dominik Gmür, avvocato. Dopo le scuole a San Gallo e Delémont, dal 1815 al 1817 studiò lingue moderne e discipline tecnico-matematiche a Milano. Locandiere al municipio di Schänis, carrettiere e agricoltore, fu il principale proprietario terriero nel Gaster. Radicale, fu con interruzioni Granconsigliere tra il 1831 e il 1867, colonnello federale dal 1839 al 1854 e Consigliere nazionale dal 1848 al 1851. Nel 1833 fu uno dei capi della guerra contro Rapperswil, la cosiddetta Gatterkrieg. Nel 1834 sposò Marie Frick.
All'assemblea distrettuale di Schänis del 2 maggio 1847 favorì la vittoria dei liberali. San Gallo fece così pendere l'ago della bilancia contro il Sonderbund. Nella guerra del Sonderbund comandò la quinta divisione, fu vittorioso a Meierskappel e accettò la resa di Svitto. Nel quadro delle sue numerose funzioni, si occupò soprattutto di questioni economiche, agricole e scolastiche.